# ري هيوك-تشول
ري هيوك تشول (بالإنجليزية: Ri Hyok-Chol)‏ (مواليد 14 أكتوبر 1985 في كوريا الشمالية) لاعب كرة قدم كوري شمالي دولي يجيد اللعب في خط الهجوم .

## روابط خارجية
- ري هيوك-تشول على موقع الاتحاد الدولي (مؤرشف)  (الإنجليزية)
- ري هيوك-تشول على موقع قاعدة بيانات كرة القدم.إي يو (الإنجليزية)
- ري هيوك-تشول على موقع ناشيونال فوتبول تيمز (الإنجليزية)
- ري هيوك-تشول على موقع Soccerway.com (الإنجليزية)